# Hunnengrube-Katzenschwanz
Das Naturschutzgebiet Hunnengrube-Katzenschwanz liegt im Landkreis Nordhausen in Thüringen nordwestlich von Mauderode, einem Ortsteil der Gemeinde Werther. Nördlich des Gebietes fließt die Wieda und verlaufen die Landesstraße L 2067 und die Landesgrenze zu Niedersachsen.

## Bedeutung
Das 109 ha große Gebiet mit der NSG-Nr. 191 wurde im Jahr 1999 unter Naturschutz gestellt. 